# Топич, Борислав
Борислав Топич (сербохорв. Бopиcлaв Toпић / Borislav Topić; 22 мая 1984, Приедор) — боснийский и сербский футболист, левый защитник, левый и центральный полузащитник.

## Биография
Начинал карьеру в родном городе в клубе «Рудар», выступавшем в чемпионате Боснии и Герцеговины. В 2006 году перешёл в сербский клуб «БСК Борча», провёл несколько сезонов в первой лиге, а в 2009 году со своим клубом поднялся в высший дивизион, где в сезоне 2009/10 сыграл 15 матчей. Летом 2010 года перешёл в «Тыргу-Муреш» и за два сезона сыграл 23 матча в высшем дивизионе Румынии. Осенью 2012 года снова выступал на родине за «Рудар», а весной 2013 года провёл 3 матча в высшей лиге Сербии за «Нови-Пазар».
В сезоне 2014/15 играл в первой лиге Боснии за «Единство» (Бихач). В июне 2015 года перешёл в «Нымме Калью» (Таллин), в его составе сыграл 10 матчей в чемпионате Эстонии и стал бронзовым призёром турнира, а также провёл 4 матча в Лиге Европы. Затем до конца карьеры играл в низших лигах Боснии, за исключением осени 2017 года, когда выступал во втором дивизионе Румынии за «Политехнику» (Тимишоара).
Выступал за юношескую сборную Боснии (до 19 лет).

## Достижения
- Бронзовый призёр чемпионата Эстонии: 2015